# مانويل د. بيزارو
مانويل د. بيزارو (بالإسبانية: Manuel D. Pizarro)‏ هو قاضي ومحامي وسياسي أرجنتيني، ولد في 9 أبريل 1841 في قرطبة في الأرجنتين، وتوفي بنفس المكان في 16 أكتوبر 1909. حزبياً، نشط في حزب الاستقلال الوطني.

## مناصب
- انتخب Governor of Córdoba ‏ (1892 – 1893).
- انتخب عضو مجلس الشيوخ الأرجنتيني عن دائرة سانتا في (24 سبتمبر 1890 – 30 أبريل 1892).
- انتخب عضو مجلس الشيوخ الأرجنتيني عن دائرة سانتا في (5 مايو 1884 – 31 يوليو 1890).
- انتخب عضو مجلس الشيوخ الأرجنتيني عن دائرة سانتا في (22 مايو 1878 – 12 أكتوبر 1880).